# Julita Emanuiłow
Julita Emanuiłow (ur. 1972) – polska realizatorka dźwięku współpracująca ze studiem CD Accord. Absolwentka Wydziału Reżyserii Dźwięku Akademii Muzycznej im Fryderyka Chopina w Warszawie. Współpracowała przy powstawaniu albumów muzycznych wielu wykonawców, m.in. Ich Troje, Vader, Edyta Bartosiewicz, Voo Voo, Kasia Kowalska, Wilki, Hey, Elektryczne Gitary. Kilkukrotnie nominowana do nagrody Fryderyki w kategoriach płyt z muzyką rozrywkową. Zrealizowane przez nią płyty z muzyką poważną wielokrotnie otrzymały nagrodę Fryderyki (nie przyznaje się tych nagród realizatorom płyt z muzyką poważną).

## Realizacje i produkcje
- Kasia Kowalska
  - Koncert inaczej – mastering
- Edyta Bartosiewicz
  - Szok’n’Show – mastering
  - Dziecko – mastering
  - Wodospady – mastering
  - Dziś są moje urodziny – The Best Of – mastering
- Beatles Symphony Orchestra
  - Beatles Symphony Orchestra – reżyser dźwięku
- Closterkeller
  - Cyan – mastering
- Dynamind
  - We Can’t Skate – mastering
- Fisz
  - Na wylot – mastering
- Edyta Geppert
  - Pytania do księżyca – mastering
- Elektryczne Gitary
  - Kiler-ów 2-óch – mastering
  - Kariera Nikosia Dyzmy – mastering
- Hey
  - Sic! – mastering
  - Hey – mastering
- Ich Troje
  - 3 – mastering
  - 7 grzechów głównych – mastering
- IRA
  - Ogrody – mastering
- KAT
  - ...Róże miłości najchętniej przyjmują się na grobach – mastering
- Mieczysław Karłowicz
  - Poematy symfoniczne, Koncert skrzypcowy A-dur – reżyser nagrania
- Wojciech Kilar
  - Missa pro pace – reżyser nagrania
- Maanam
  - Klucz – mastering
- Olivier Messiaen
  - Kwartet na koniec czasu – reżyser nagrania
- O.N.A.
  - Mrok – mastering
- Andrzej Panufnik
  - Symfonie, Koncert wiolonczelowy – reżyser nagrania
- Republika
  - Republika – mastering
- Kuba Sienkiewicz
  - Powrót brata – producent
- Sweet Noise
  - Getto – mastering
- Mieczysław Szcześniak
  - Czarno na białym – mastering
- Tuff Enuff
  - Diablos Tequilos – mastering
- Grzegorz Turnau
  - Turnau w Trójce – montaż cyfrowy
- Vader
  - Black to the Blind – mastering[2]

### Realizacje wielokanałowe – płyty
- Polskie Kwartety: Stanisław Moniuszko, Karol Szymanowski, Grażyna Bacewicz, Bearton 2006 SACD
- Zarębski: Wojciech Świtała i Royal String Quartet: Juliusz Zarębski (lub pis franc. Zarembski), Bearton 2006 SACD
- Wolfgang Amadeus Mozart: koncerty fortepianowe: KV466, KV488, WOK 2005, SACD
- ArsCantus: Musica Divina, Bearton   2005, SACD
- Karol Szymanowski: Perły Muzyki Polskiej, Karol Szymanowski, Bearton 2005, SACD
- Lutosławski in Memoriam, Karol Szymanowski, Witold Lutosławski, Krzysztof Penderecki, Polskie Radio 2004
- Lutosławski: Perły Muzyki Polskiej: Witold Lutosławski, Bearton 2004 SACD
- Der Stein der Weisen, W.A. Mozart, Supierz, 2003 DVD
- Król Roger Karol Szymanowski 2002
- Siergiej Rachmaninow Symphony no.2, Cuibar 2002
- Straszny dwór: Stanisław Moniuszko, CD Accord 2002 SACD

### Realizacje wielokanałowe – filmy
- 2005 „SinFin w bazie IMDb (ang.)”
- 2005 „Kilometro 31”
- 2006 „Il Sole Nero”
- 2006 „Los Borgia w bazie IMDb (ang.)”
- 2006 „Teresa – El Cuerpo De Cristo w bazie IMDb (ang.)”
- 2006 „Y tu quien eres"